# Order of the Black
Albums de Black Label Society
Shot to Hell
(2006) The Song Remains Not the Same
(2011)
Singles
1. Parade of the Dead
Sortie : 16 juin 2010
2. Crazy Horse
Sortie : 22 juin 2010

Order of the Black est le huitième album studio du groupe de heavy metal américain Black Label Society. Il est sorti aux États-Unis le 10 août 2010 chez E1 Music et en Europe chez Roadrunner Records et a été produit par Zakk Wylde. 

## Historique
Cet album fut enregistré en 2010 dans le studio que Zakk Wylde se construisit chez lui en Californie, le Black Label Bunker.
Le premier single, « Parade of the Dead » est sorti le 16 juin, il se classa à la 28e dans les charts du Billboard Magazine dans la catégorie mainstream Rock Tracks. Le second single, « Crazy Horse », est sorti le 22 juin. Le 9 août, AOL Music met l'album complet (sans les pistes bonus) en ligne.
Target sortira une édiction exclusive de l'album incluant un DVD bonus de 50 minutes. Le DVD contiendra Trakk by Trakk with Zakk, un aperçu, chanson par chanson, de l'album dans lequel Wylde parle de ses sources d'inspiration en tant qu'auteur et compositeur. On retrouvera également une performance solo de la chanson « The Last Goodbye » (Shot to Hell) enregistrée lors de la tournée d'exclusive du BLS Bunker.
Order of the Black se vend à 33 000 copies aux États-Unis lors de la semaine suivant sa sortie et intègre le classement Billboard 200 à la quatrième position. Pour promouvoir son nouveau disque, Black Label Society se produit gratuitement dans le magasin de Orange County Choppers ; la prestation, enregistrée, fera partie d'un épisode à venir de 
American Chopper

## Liste des titres
- Tous les titres sont signés, paroles et musiques, par Zakk Wylde

1. Crazy Horse : 4:04
2. Overlord : 6:05
3. Parade of the Dead : 3:36
4. Darkest Days : 4:17
5. Black Sunday : 3:23
6. Southern Dissolution : 4:56
7. Time Waits for No One : 3:36
8. Godspeed Hellbound : 4:43
9. War of Heaven : 4:09
10. Shallow Grave : 3:37
11. Chupacabra : 0:49
12. Riders of the Damned : 3:23
13. January : 2:21

### Pistes bonus
Pistes bonus chez Best Buy/Napster
- Junior's Eyes (Terence Butler/Anthony Iommi/John Osbourne/William Ward) : 5:24
- Helpless (Neil Young) : 4:34

Sortie internationale
- Can't Find My Way Home (Blind Faith) : 3:37

Édition mp3 d'Amazon.com MP3
- Bridge over Troubled Water (Paul Simon) : 3:38

## Personnel
Musiciens
- Zakk Wylde : chant, guitare, piano
- John DeServio : basse, chœurs
- Will Hunt : batterie
- Nick Catanese: guitare rythmique (tournées uniquement)

Techniciens
- Ingénieur du son : Adam Klumpp
- Mixage : Zakk Wylde, John DeServio, Adam Klumpp
- Mastering : George Marino, STERLING SOUND, New York

## Charts
Charts album
| Pays        | Durée du classement | Meilleur classement |
| ----------- | ------------------- | ------------------- |
| Allemagne   | 1 semaine           | 31e                 |
| Australie   | 1 semaines          | 44e                 |
| Autriche    | 1 semaines          | 67e                 |
| États-Unis  | 7 semaines          | 4e                  |
| Finlande    | 2 semaines          | 13e                 |
| France      | 3 semaines          | 112e                |
| Italie      | 1 semaine           | 60e                 |
| Royaume-Uni | 1 semaines          | 84e                 |
| Suède       | 2 semaines          | 27e                 |
| Suisse      | 1 semaines          | 45e                 |

Chart single
| Date       | Single             | Chart                  | Position |
| ---------- | ------------------ | ---------------------- | -------- |
| 07/08/2010 | Parade of the Dead | Mainstream Rock Tracks | 28e      |